# 爛賭英雄
《爛賭英雄》（台譯：《好賭英雄》）1987年出品的香港電影。由王晶執導、客串，陳百祥、馮淬帆、楚原、高麗虹領銜主演的搞笑片。

## 劇情大綱
Lolanto好賭成性，經常鑽研賭術。他與好友阿帆一同於某廣告公司上班，在一次簽約場合，Lolanto遇上賭王江大新，在賭癮發作下，不小心羞辱了江大新一番。Lolanto受上司斥責，Lolanto竟驕傲稱相信江大新本人器量。
阿帆本來有一個女友，可惜女友為人霸道，甚至最後拋棄阿帆移情別戀。阿帆聽聞於菲律賓可以買老婆，便拉了Lolanto陪同去找。Lolanto於當地遇上阿虹，開始與阿虹交往，但慢慢發現阿虹其實討厭賭徒。為討得阿虹歡心，Lolanto不得不克制自己的賭性。就在好不容易通過了考驗之後，才發現阿虹父親竟是江大新。江大新反對女兒與Lolanto交往，又對Lolanto之事懷恨在心，於是對Lolanto開出條件：兩人對賭三戰兩勝，贏了他，才能繼續交往。Lolanto為了愛情，於是放手一搏......
但是在最後以麻將決勝負時Lolanto本來可以贏江大新，Lolanto為了阿虹故意讓江大新取勝，江大新知道Lolanto的用意後於是同意讓兩人交往。

## 劇中人物
| 演員      | 角色      | 備註                               |
| 陳百祥    | Lolanto陳 |                                    |
| 高麗虹    | 阿虹      | 江大新女兒，方氏企業公司創作部經理 |
| 馮淬帆    | 阿帆      |                                    |
| 王晶      | 瘦仔晶    | 菲律賓旅行團導遊                   |
| 楚原      | 江大新    | 賭王                               |
| 曹查理    | 曾方達    |                                    |
| 王天林    | 上海王    | 上海的麻將王                       |
| 左燕翎    | 雲妮      | 阿帆前女友                         |
| 徐錦江    |           | 雲妮男友                           |
| 魚頭雲    |           |                                    |
| 金彪      |           | 醫生                               |
| 杜少明    |           | 賭客                               |
| 潘震偉    |           | 新加坡麻將王                       |
| 王清河    | 盲公陳    | 提醒賭王江大新忌紅                 |
| 沈勞      | 紫薇周    |                                    |
| 梁心      | 風水馬    |                                    |
| 何柏光    |           | 廁所內麻將搭子                     |
| 馮敬文    |           | 廁所內麻將搭子                     |
| 葉夏利    | 貓叔      | 建議阿帆去菲律賓買老婆             |
| 瑪麗寶    | 贏馬      | 阿帆菲律賓裔老婆                   |
| 盧大偉    |           | 賭術大賽司儀                       |
| 魏添材    |           | Lolanto、阿帆同事                  |
| 方茹      |           | 賭客                               |
| 李春華    |           |                                    |
| 李景帆    |           | 飛機上尼姑                         |
| Ken Boyle |           | 方氏企業公司總經理                 |
| 梁鴻華    |           | Lolanto、阿帆同事                  |
| 王志強    |           |                                    |
| 陳鴻      |           |                                    |
| 麥樹燊    |           |                                    |

## 外部連結
- 香港影庫上《爛賭英雄》的資料（繁體中文）
- 開眼電影網上《好賭英雄》的資料（繁體中文）
- 时光网上《爛賭英雄》的資料（简体中文）
- 豆瓣电影上《爛賭英雄》的資料 （简体中文）
- 爛番茄上《爛賭英雄》的資料（英文）
- 互联网电影数据库（IMDb）上《爛賭英雄》的资料（英文）